# La Velilla (Riello)
La Velilla es una localidad del municipio leonés de Riello, en la Comunidad Autónoma de Castilla y León. El pueblo se encuentra al sureste del municipio, en la confluencia del río de Soto y el río de Velilla. Se accede a la localidad a través de la carretera LE-451 que conecta con Riello, capital del municipio.
La iglesia está dedicada a san Pelayo.

## Localidades limítrofes
Confina con las siguientes localidades:
- Al norte con Riello y Oterico.
- Al noreste con Villaceid.
- Al sureste con Carrizal.
- Al suroeste con Trascastro de Luna.
- Al oeste con Inicio.

## Demografía
Evolución de la población
| Gráfica de evolución demográfica de La Velilla entre 2000 y 2017   |
|                                                                    |
| Población de derecho (2000-2017) según el padrón municipal del INE |

## Historia
Así se describe a La Velilla (de Riello) en el tomo XV del Diccionario geográfico-estadístico-histórico de España y sus posesiones de Ultramar, obra impulsada por Pascual Madoz a mediados del siglo XIX:

Lugar en la provincia de León, partido judicial de Murias de Paredes, diócesis de Oviedo, audiencia territorial y capitanía general de Valladolid, ayuntamiento de Riello. Situado en un valle; su clima es frío. Tiene 12 casas; iglesia parroquial (San Pelayo) servida por un cura de ingreso y patronato laical; una ermita, propiedad particular, y buenas aguas potables. Confina Riello, Omañuela, Paladín y Villaceid. El terreno es de mediana calidad y le bañan las aguas que bajan de Riello. Producciones: centeno, lino, legumbres, patatas y pastos; cría ganados y alguna caza. Población: 12 vecinos, 72 almas. Contribución: con el ayuntamiento.
Diccionario geográfico-estadístico-histórico de España y sus posesiones de Ultramar